# Sárközy Péter
Sárközy Péter (Budapest, 1945. június 15. –) magyar irodalomtörténész, egyetemi tanár, olaszországi hungarológus, a magyar-olasz irodalmi kapcsolatok kutatója. A nagybócsai Sárközy család leszármazottja. Nicolas Sárközy rokona. Apja Sárközy György Kossuth-díjas útépítő mérnök. Bátyja, Dr. Sárközy Tamás jogászprofesszor. Anyai nagyapja Marencich Ottó, trieszti származású olasz-osztrák szállodaipari szakember, 1913–1945 között a budapesti Grand Hotel Ritz-Dunapalota vezérigazgatója volt.

## Életpályája
1968-ban fejezte be magyar–olasz szakos egyetemi tanulmányait az ELTE BTK-n. 1968–1975 között a budapesti Eötvös József Gimnáziumban tanította mindkét szaktárgyát, 1975–1996 között az ELTE BTK Olasz Tanszékének volt adjunktusa, docense, majd egyetemi magántanára. 1968-ban kezdődött el tudományos munkakapcsolata az MTA Irodalomtudományi Intézete XVIII. Századi Kutatócsoportjával, előbb, mint „pedagógus kutató”, 1985-től, mint tudományos munkatárs 1996-tól mint tudományos tanácsadó.
1973-ban szerezte meg a bölcsészdoktori címet „summa cum laude” minősítéssel, 1980-ban pedig az „irodalomtudomány kandidátusa” címet (ma Phd). 1979 novemberében a magyar–olasz államközi egyezmény keretében kezdett el tanítani a római La Sapienza Tudományegyetem Magyar Tanszékén. 1980-ban az olaszországi nemzeti habilitációs pályázaton elnyerte a római magyar tanszékvezetői állást, így 1980 óta mint az olasz állam által rendesen kinevezett „társult egyetemi tanár” (professore asociato) vezette a római magyar tanszéket. 2004-ben olaszországi habilitációs pályázaton 2005-ben elnyerte a „rendes” egyetemi tanári kinevezéshez szükséges habilitációt. 2006 óta 2015. évi nyugdíjaztatásáig a Római Tudományegyetem „rendes egyetemi tanára” volt. XVIII. századi magyar-olasz irodalmi kapcsolatokról írt tanulmányai elismeréseképp 1989-óta az 1690-ben alapított olasz nemzeti Árkádia Irodalmi Akadémia külföldi tagja.
Tudományos munkájának fő területét a magyar–olasz irodalmi érintkezések rendszeres feldolgozása képezi, de rendszeresen foglalkozott magyar irodalomtörténeti és italianisztikai kutatásokkal is.
A római La Sapienza Tudományegyetem Bölcsészettudományi Karán a magyar szak vezetése mellett több mint tíz éven át tanította a közép-európai irodalmak összehasonlító történetét.
Szauder József és Klaniczay Tibor szakmai irányításával kezdett el foglalkozni a magyar–olasz irodalmi kapcsolatok kutatásával, különös tekintettel a XVIII. századi magyar irodalom olasz mintáira és az Itáliában élő magyar írók-költők életművére. A témakörben több monográfiát és tanulmánykötetet jelentett meg. Ezek közül a magyar-olasz irodalmi kapcsolatokat feldolgozó kézikönyve (Letteratura ungheresi – Letteratura italiana) eddig három kiadást ért meg Olaszországban. XVIII. századi kutatásai elismeréseképp 1989-ben az olasz Nemzeti Árkádia Irodalmi Akadémia (Accademia Nazionale dell’ Arcadia) beválasztotta külföldi tagjai közé. 1992–1998 között a Nemzetközi Italianisztikai Társaság (AISLLI) elnökségi tagja volt.
Magyar irodalomtörténeti kutatásainak fő területe a XVIII. század, ezen belül főként a XVIII. századi olasz kultúra és költészet magyarországi kisugárzása, és hatása Faludi Ferenc, Csokonai Vitéz Mihály és Kisfaludy Sándor költészetére. Hasonlóképp foglalkozott a XX. századi magyar költészettel is, elsősorban Babits Mihály Dante-fordításával és József Attila költészetével. József Attila-monográfiája Magyarországon három kiadásban is megjelent, olasz változata pedig Sárközy Péter volt diákjának, Nicoletta Ferroninak József Attila szerelmi lírájáról írt doktori disszertációjával egy kötetben került kiadásra a római Bulzoni kiadó gondozásában 1998-ban.

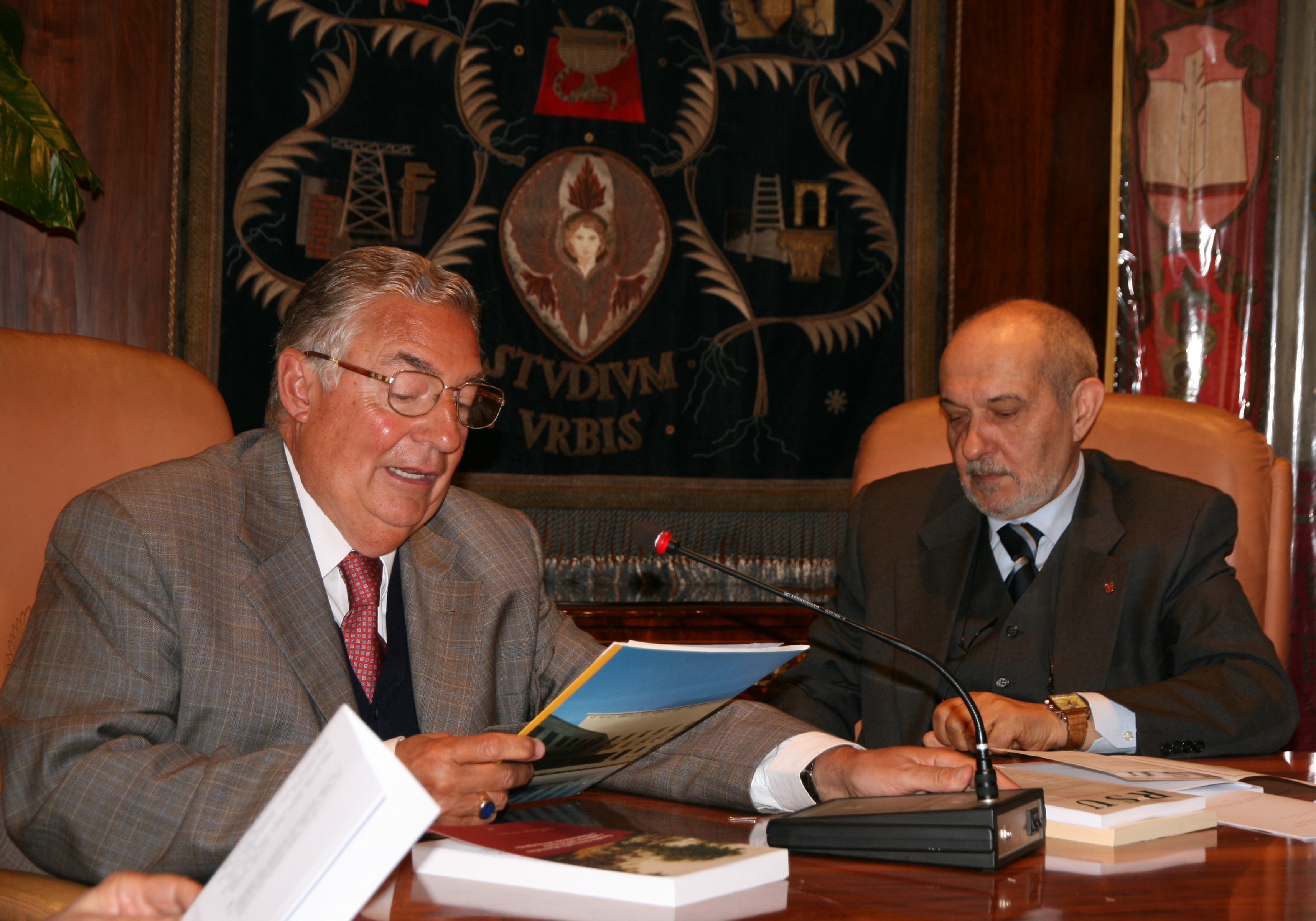
Antonello Folco Biagini olasz történésszel a 2012. május 22-i Klaniczay Tibor-emlékülésen

36 éves olaszországi tanári munkájából eredően tudományos szervezőmunkájának legfontosabb területe a Nemzetközi Magyarságtudományi Társaság kongresszusain való részvétel, illetve az olaszországi hungarológiai kutatások koordinálása volt. 1985-ben kezdeményezésére jött létre az Olaszországi Egyetemközi Hungarológiai Központ (Centro Interuniversitario per gli Studi Ungheresi in Italia, CISUI), mely 12 olasz egyetem magyarságtudományi kutatásait és kutatóit fogta össze. 1986-ban alapította meg az olaszországi hungarológiai szemlét, a Rivista di Studi Ungheresit, melynek 2015-ig főszerkesztője volt. Egyik szerzője a torinói Lindau kiadó Bruno Ventavoli által szerkesztett két kötetes magyar irodalomtörténeti kézikönyv mind a két kötetének (Storia della Letteratura Ungherese, Lindau, 2004, 2005.)
1991–1996 között a Nemzetközi Hungarológiai Társaság vezetőségi tagja volt, 1996-ban pedig a római La Sapienza Tudományegyetemen A magyar kultúra és kereszténység témakörében rendezett IV. Nemzetközi Hungarológiai Kongresszus szervezőbizottságának elnöke és a kongresszus rendezője volt. 2006-2018 között a Magyar Nyelv és Kultúra Nemzetközi Társaságának választmányi tagja volt.
1970 óta vett részt az MTA és a velencei CINI Alapítvány tudományos együttműködésének szervezési munkálataiban. Először Klaniczay Tibor irányítása mellett dolgozott, akinek 1992-ben bekövetkezett halála után ő kapott megbízást a magyarországi kutatások koordinálására, az olasz-magyar kongresszusok megszervezésére és az előadások kötetbe szerkesztésére. Ennek keretében 2013-ig 12 kongresszus szervezésében és aktáinak megjelentetésében vett részt, mint szerkesztő.
Bár harminchat éven át volt egyetemi tanár Olaszországban, mindvégig megtartotta szakmai kapcsolatait Magyarországgal. Az MTA Irodalomtudományi Intézetnek tudományos tanácsadója, szerződéses megbízatással vezette a magyar–olasz kapcsolattörténeti kutatások tudományos szervezési munkáit, részt vett a magyarországi kongresszusok és az előadásaikat közreadó kötetek előmunkálataiban, illetve magyarországi és annak határain túli magyar egyetemi tanszékek tudományos konferenciáin. Rendszeresen tartott kurzusokat az ELTE magyar és olasz tanszékein.  Nyugdíjba vonulása óta tovább folytatja tudományos kutatómunkáját, 2016-ban jelent meg utolsó olasz tanulmánykötete, míg Magyarországon a Nap Kiadó három tanulmánykötetét jelentette meg és sajtó alá rendezte volt tanára, Szauder József két tanulmánykötetét. 2022-ben jelent meg utolsó monográfiája Kisfaludy Sándor petrarkista költészetéről.
Irodalmtörténeti tanulmányai rendszeresen jelennek meg a Hitel és Magyar Napló folyóiratokban.

## Munkássága

### Kiemelt publikációk

#### Magyar nyelven
- Sárközy Péter. Petrarcától Ossziánig – A költészetértelmezés megújulása a XVIII. századi olasz irodalomban. Budapest: Akadémiai. ISBN 963-05-4548-9 (1988)
- Sárközy Péter. "Kiterítenek úgyis" – József Attila kései költészete. Budapest: Argumentum. ISBN 963-446-024-0 (1996)
  - Sárközy Péter. "Kiterítenek úgyis" – József Attila kései költészete. Budapest: Argumentum. ISBN 963-446-188-3 (2001)
- Sárközy Péter. Faludi Ferenc – 1704-1779, Néhány fekete-fehér fotóval illusztrálva., Pozsony: Kalligram Könyv- és Lapkiadó Kft.. ISBN 80-7149-739-8 (2005)
- Sárközy Péter. „Az olasz negédes kertjében” – Olasz-magyar kulturális kapcsolatok és az olasz árkádikus költészet hatása a 18. századi magyar irodalomban, Fekete-fehér fotókkal illusztrálva., Budapest: Mundus Magyar Egyetemi. ISBN 0939000084324 (2008)
- Sárközy Péter. Róma mindannyiunk közös hazája – Magyar emlékek Rómában / Magyarok emlékei Rómáról, Fekete-fehér és színes fotókkal, reprodukciókkal illusztrálva., Budapest: Romanika. ISBN 978-615-503-700-9 (2010)
- Sárközy Péter. Itália vonzásában – Esszék, tanulmányok. Budapest: Nap Kiadó. ISBN 978-963-9658-82-0 (2014)
- Sárközy Péter. Andata e ritorno – Római jegyzetek, 1990–2015. Budapest: Nap Kiadó. ISBN 9789633320716 (2015)
- Sárközy Péter. Mért ne legyek tisztességes! – József Attiláról. Budapest: Nap Kiadó. ISBN 9789633321171 (2018)
- Sárközy Péter. Az utolsó magyar petrarkista, Kisfaludy Sándor. Magyar Napló. ISBN 9789633321171 (2022)

#### Olasz nyelven
- Letteratura ungherese – Letteratura italiana. Momenti e problemi dei rapporti letterari italo-ungheresi, Roma, Carucci, 1990, Sovera 1994, 1995;
- Da i Fiumi di Ungaretti al Danubio di Attila József, Roma, Sovera, 1994;
- Roma, la patria comune, Lithos, 1996;
- Senza speranza. Esistenzialismo e socialismo nell’opera poetica di Attila József, Bulzoni, 1999;
- La lapide sepolcrale di János Lászai nella chiesa di Santo Stefano Rotondo, Budapest, Szent István Társulat, 2001;
- Cultura e società in Ungheria dal Medioevo al Novecento, Lithos, 2003;
- La Beata Ungheria. Saggi italo-ungheresi, Lihos, 2011;
- Carducci in Ungheria e altri saggi, Roma, La Sapienza, 2015;
- Storia ungherese della chiesa di Santo Stefano Rotondo. Budapest, Szent István Társulat, 2016.

### Szerkesztésében megjelent kötetek

#### Magyar nyelven
- Melczer Tibor.szerk.: Sárközy Péter: „Ha Minden összetört” – Radnóti Miklós költészete utolsó versei tükrében. Budapest: Argumentum. ISBN 963-446-245-6 (2003)
- Sík Sándor, Lengyel András, Beney Zsuzsa, Scheiber Sándor, Kelényi István, Melczer Tibor.szerk.: Sárközy Péter: „Föl a szívvel...” – Az istenkereső József Attila – Versek-tanulmányok. Budapest: Szent István Társulat. ISBN 963-361-726-X (2005)
- Florio Banfi, Pál József, Erdő Péter.szerk.: Sárközy Péter: Itáliai magyar emlékek, Fekete-fehér reprodukciókkal és fotókkal., Budapest: Romanika. ISBN 978-963-87287-2-2 (2007)
- Szauder József.szerk.: Sárközy Péter: Magyar irodalom – olasz irodalom. Budapest: Argumentum. ISBN 9789634466918 (2013)
- Szauder József.szerk.: Sárközy Péter: Itália arcai, Színes fotókkal. Színes és fekete-fehér reprodukciókkal., Budapest: Kossuth. ISBN 978-963-09-9861-1 (2019)

#### Olasz nyelven

##### Az MTA  és a Fondazione Cini tudományos konferenciáinak kötetei
- Rapporti veneto-ungheresi all’epoca del Rinascimento (con Tibor Klaniczay), Budapest, Akadémiai, 1975;
- Venezia, Italia e Ungheria dall’Arcadia all’Illuminismo (con Béla Köpeczi), Akadémiai 1982;
- Venezia, Italia e Ungheria dal Decadentismo all’Avanguardia (con Zsuzsa Kovács), Akadémiai 1990;
- Italia ed Ungheria dagli anni Trenta agli anni Ottanta, Budapest, Universitas, 1988;
- L’eredità classica in Italia e in Ungheria dal Rinascimento al Neoclassicismo (con Vanessa Martore), Universitas. 2004;
- L’eredità classica nella cultura italiana e ungherese nell’Ottocento, Roma, Sapienza, 2011;

##### Egyéb
- Un istituto scientifico a Roma: L’Accademia d’Ungheria, 1895-1950, Cosenza, Periferia, 1993;
- Janus Pannonius: Epigrammi lascivi Farenheit, 451, 1993;
- Gianpiero Cavaglià: Ungheria e l’Europa, Roma, Bulzoni, 1996;
- Amore e libertà. Antologia di poeti ungheresi, Roma, Lithos, 1997;
- Bàlint Balassi, Bella Commedia Ungherese, Roma, Lithos, 2004;
- Attila József. Poesie scelte, Lithos, 2005;
- Florio Banfi: Ricordi Ungheresi in Italia, Szeged 2005;
- Poeti ungheresi e la rivoluzione ungherese del 1956, Roma, Sapienza 2007;
- Fioretti della prosa antica ungherese, Roma, Sapienza, 2012;
- Miklós Radnóti: Ero fiore, sono diventato radice, Fahrenheit 451, 2015.

## Díjai, elismerései
- Az olasz Nemzeti Árkádia Irodalmi Akadémia külföldi tagsága (1989)
- Márton Áron emlékérem (1996)
- Faludi Ferenc Alkotói Díj (2005)
- A Magyar Köztársasági Érdemrend tisztikeresztje (2010)
- Bertha Bulcsu-emlékdíj (2011)
- A Magyar Érdemrend középkeresztje (2015)
- A La Sapienza Tudományegyetem emlékérme (2016)

## Bibliográfia
- Dindimeio Istros et in Villa Mirafiori ego. Omaggio degli ex-studenti, a cura di Cinzia Franchi, Melinda Mihályi, Armando Nuzzo, Paolo Tellina, Kollesis editrice, 2015;
- Jánosi Zoltán: Földre léptetett szobor. Sárközy Péter Kisfaludy Sándor-képéről, Hitel, 2022, 12.